# Alcontrol
ALcontrol Laboratories är ett brittiskt laboratorieföretag med verksamhet i Europa, Mellanöstern och Afrika. ALcontrol utför bland annat analyser av livsmedel, dricksvatten, avloppsvatten. Antalet anställda uppgick 2009 till ungefär 2000 stycken fördelade på 11 länder. Omsättningen för ALcontrol UK Ltd uppgick 2010 till 43677000 brittiska pund vilket innebär en minskning från 60825000 £ 2008. Företagets huvudägare är GSO Capital Partners som kontrolleras av det amerikanska investmentbolaget Blackstone Group.

## ALcontrol i Sverige
Det svenska dotterbolaget ALcontrol AB skapades 2000 när de två konkurrerande laboratorieföretagen Svelab och KM Lab köptes upp och slogs samman. Vid sammanslagningen fanns 22 laboratorier fördelade på 21 orter i landet. Sammanslagningar och nedläggningar har skett i omgångar, i dag finns fyra enheter kvar, i Linköping, Malmö, Karlstad och Umeå. Enheten i Linköping är ett centralt huvudlaboratorium och där ligger även huvudkontoret.